# Gaston Defferre

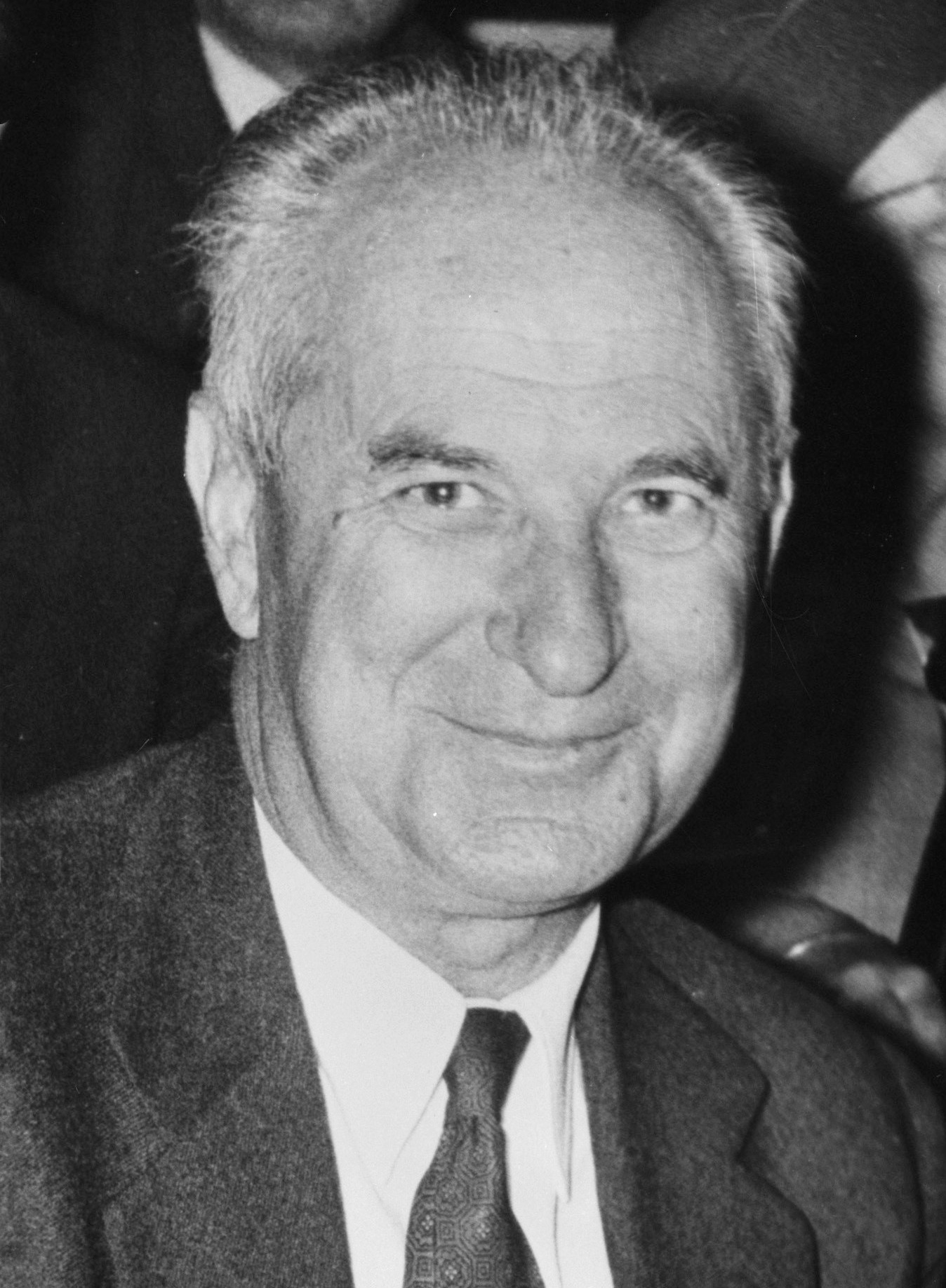
Gaston Defferre, 1964.

Gaston Defferre, född den 14 september, 1910 i Marsillargues, Frankrike, död den 7 maj 1986 i Marseille, var en fransk socialistisk politiker, aktiv i motståndsrörelsen 1940–44.

## Biografi
Defferre var advokat och medlem av den franska sektionen av Workers' International Political Party (SFIO). Han var en betydande politisk kraft i den sydöstra delen av Frankrike och ägde den stora center-vänster-tidningen Le Provençal (grundad på tidningen Liberation), och senare även övertog den högerinriktade dagstidningen Le Méridional.
I hans region, möttes han av det starka franska kommunistpartiet (PCF) som han ofta var i konflikt med. Som borgmästare förlitade han sig på stöd från de icke-gaullistiska center-höger-ledamöterna i kommunfullmäktige. På samma sätt, förespråkade han en nationell allians mellan SFIO och den kristna demokratiska republikanska rörelsen (MRP).
Defferre var den socialistiska kandidaten 1969 i det franska presidentvalet, med stöd av ex-premiärminister Pierre Mendes-France, som skulle ha återinsatts om Defferre hade valts. Men han besegrades på grund av polarisering i fransk politik efter händelserna i maj 1968, och fick endast 5% av rösterna, det lägsta någonsin för en fransk socialistisk kandidat. Han lämnade därefter socialistpartiets ledning.
Efter att ha varit den viktigaste motståndare till Guy Mollet i partiet, och ledare för den socialistiska gruppen i nationalförsamlingen, hjälpte Defferre François Mitterrand att ta ledningen under Epinay Congress (1971), trots Mitterrands strategi för en allians med kommunisterna. Han tjänstgjorde senare som Mitterrands inrikesminister åren 1981 till 1984. Han var arkitekten bakom 1982 års decentraliseringsreformer. Han fortsatte som planminister fram till 1986, och dog som borgmästare i Marseille.

## Politisk karriär

### Statliga funktioner
- Statssekreterare för information: januari-juni 1946.
- Statssekreterare för utomeuropeiska Frankrike: 1946-1947.
- Minister för handelsflottan: 1950-1951 / mars-augusti 1951.
- Minister för utomeuropeiska Frankrike: 1956-1957.
- Biträdande minister, inrikesminister och Decentralisering: 1981-1983.
- Inrikesminister och decentraliseringsminister: 1983-1984.
- Biträdande minister, minister för samhällsplanering: 1984-1986.

### Valda mandat

#### Nationalförsamlingen i Frankrike
- Ledamot av nationalförsamlingen i Frankrike för Bouches-du-Rhône: 1945-1958 / 1962-1981 (blev minister 1981) / mars-maj 1986 (Han dog 1986). Invald 1945, omvald i juni 1946, 1951, 1956, 1962, 1967, 1968, 1973, 1978, 1981, 1986.

#### Senaten i Frankrike
- Senator av Bouches-du-Rhône: 1959-1962 (omvald som medlem av nationalförsamlingen i Frankrike 1962). Invald 1959.

#### Kommunfullmäktige
- Borgmästare i Marseille: 1944-1945 / 1953-1986 (Han dog 1986). Återvald 1953, 1959, 1965, 1971, 1977, 1983.
- Kommunalråd i Marseille: 1944-1945 / 1953-1986 (Han dog 1986). Återvald 1953, 1959, 1965, 1971, 1977, 1983.